# Hugh Percy, III duque de Northumberland
Hugh Percy, III duque de Northumberland (20 de abril de 1785-11 de febrero de 1847), llamado conde de Percy hasta 1817, fue un aristócrata inglés. Pertenecía al Partido Conservador y sirvió como Lord Teniente de Irlanda entre 1829 y 1830, durante el gobierno del duque de Wellington de 1829 a 1830.

## Primeros años
Northumberland era hijo de Hugh Percy, II duque de Northumberland, y Frances Julia, hija de Peter Burrell. Fue educado en Etony en St John's College. en la universidad de Cambridge.

## Carrera política
Northumberland entró en el parlamento por Buckingham en julio de 1806. En septiembre de ese mismo año, tras la muerte de Charles James Fox fue elegido miembro por Westminster, a la muerte de Charles James Fox. No se presentó a las elecciones por dicho asientos dos meses después, pues prefirió ser miembro por Launceston. En 1807. Se presentó como candidato por Northumberland contra Lord Howick, quien declinó a competir por el asiento; este fue ocupado por Percy hasta que, en 1812, obtuvo la baronía de Percy y pasó a formar parte de la Cámara de los Lores. En 1817. sucedió a su padre como duque de Northumberland. Sirvió como embajador extraordinario de Reino Unido para la coronación de Carlos X de Francia en 1825; sufragando sus propios gastos y «asombró a la nobleza continental con la magnitud de su séquito, la belleza de su equipaje y la profusión de su liberalidad». En marzo de 1829, fue nombrado Lord Teniente de Irlanda, cargo que mantuvo hasta el siguiente año.

## Otros honores públicos
En noviembre de 1834, Northumberland fue elegido Alto Mayordomo de la Universidad de Cambridge; ascendió a Canciller en 1840. Tuvo un rol relevante en la creación de Church Building Society responsables de construir las afamadas «iglesias de Waterloo» durante el siglo XIX. Había propuesto la formación de la organización en Ferrmasons' Hall en una reunión presidida por el arzobispo de Canterbury el 6 de febrero de 1818. Dicha sociedad consiguió £l,000,000 del parlamento. Northumberland también tomó parte en el arraigo del fútbol, entonces un deporte controvertido, promoviendo de un campo a  Alnwick y participando en el partido, presentando antes la pelota. Entre 1817 y 1847, ostentó el título honorario de Lord Teniente de Northumberland.

## Familia
Northumberland  se casó con Lady Charlotte Clive el 29 de abril de 1817, en Northumberland House. No tuvieron hijos
Northumberland murió a los sesenta y un años en febrero de 1847, en Alnwick. Sus restos fueron transportados en tren el 19 de febrero, y el 23 de febrero fue enterrado en la Cripta de Northumberland en la Abadía de Westminster. Fue sucedido por Lord Prudhoe, su hermano menor. En agosto de 1851, un altar conmemorativo en su honor fue colocado en la Iglesia de San Pablo, Alnwick.